# サイレントヒル: ザ ショートメッセージ
『サイレントヒル: ザ ショートメッセージ』(SILENT HILL : The Short Message) は、2024年2月1日にコナミデジタルエンタテインメントから無料配信が開始された家庭用ゲームソフト。ホラーゲーム『サイレントヒル』の約10年ぶりの新作となる。

## 概要
シリーズとしては外伝にあたる短編作品。『サイレントヒル ブック オブ メモリーズ』以来、シリーズには10年もの空白が生じたが、リメイク版『サイレントヒル2』や新作『サイレントヒルf』の発表などでシリーズのリブート計画が宣言され、その皮切りとして配信された。
シリーズ初のドイツが舞台であり、本編シリーズとの繋がりは特に無く、サイレントヒルそのものも登場しない。ストーリーはSNSによるいじめ・誹謗中傷や自殺、ネグレクトなどの社会問題を取り扱っており、発表時点の現実社会における「生きづらさ」「現代の病理」を描いている。CGのゲーム画面と実写のイベントムービーを織り交ぜた構成となっており、主要人物の「マヤ」は日本人俳優の阪口喜叶が演じている。
サイレントヒルを現代に蘇らせるプロジェクトの一つであり、シリーズとしては10年以上空白の期間が空いたため今後に向けての研究と、スタッフのノウハウ育成の一貫で開発された。近年のインディーゲームなどの短編ホラーは主観視点が多い事から、「サイレントヒルを同様の短編主観視点ゲームとして開発した場合どうなるのか」という実験を兼ねている。また、シリーズの「サイコロジカルホラー」の部分の魅力のみを新規ユーザーに伝える目的もあり、他の魅力に関しては発売を控えていたリメイク版『2』で味わってもらうという意図となっている。ホラーとしては従来のような戦闘要素も入れず怖さよりも不気味さを際立たせ、精神的に追い詰められるような部分だけを抽出し体験させる形となっている。また、「社会からジワジワと追い詰められていくような、息の詰まる社会圧」を描くために敢えて直接的なホラー要素は抑えている。

## ストーリー
舞台は新型コロナウイルス蔓延後のドイツ。貧困と衰退に喘ぐ町「ケッテンシュタット」で暮らす高校生のアニタは、友人のマヤに呼び出された。その場所は自殺の名所と噂される廃墟のマンション「ヴィラ」。誘われるまま廃墟を進んだアニタの前に次々と怪奇現象が起こり、やがて謎の怪物が襲い掛かる。殺されても、自ら命を絶っても時が戻り生き返る。死という逃げ場すら無い廃墟を彷徨うアニタに、マヤからのメッセージが届く。
「見つけるまで、ここから出られない」

## ゲーム内容
『P.T.』同様の一人称視点であり、戦闘要素は無く謎解き要素も薄い。記憶や思いと対峙する「探索」とクリーチャーから逃走する「逃走」を主体とした2つのパートの形式を取っている。
「探索」は各所に点在するイベントを体験したりファイルを読みつつ進めるのが基本となる。従来のようなリソース管理も無く、セーブもオートセーブのみで複数データに分けるなどは不可能となっている（クリア済みチャプターは後から個別にプレイ可能）。
シリーズの他作品はプレイヤーの行動によって結末が分岐するマルチエンドだが、本作は一本道のストーリーとなっており、エンディングも一種類のみ。加えてテーマのセンシティブさから、従来のような世界観をぶち壊しにするジョークエンドも導入されておらず、『サイレントヒル4 ザ・ルーム』以来のジョークエンドの存在しない作品となった。

### 逃走
『サイレントヒル シャッタードメモリーズ』のように主人公は武器や戦闘能力を持たず、敵に遭遇しても逃げるしかない。敵に遭遇すると逃走パートに入り、入り組んだマップで敵に捕まらないように逃げ切らなければならない。敵に捕まると即死だがゲームオーバーにはならず、その逃走パートの開始直前に時間が巻き戻される。敵が近付くほどスマートフォンから響くノイズが酷くなっていく。このパートのみ、方向転換せずに「後ろを振り返る」行動が行える。基本的に敵から逃げ切ればクリアだが、最後の逃走パートのみ別の条件が存在する。
「絶対に勝てない相手から追い詰められる恐怖感」を重視しつつ、「逃げるだけのゲーム」でも短編なら疲れたりストレスを溜めずに最後まで楽しめるという考えで製作されている。

## 登場人物
アニタ・プラナート（Anita Planert）
演 - ファディル・ワケド、声 - ジーニー・ティラード
本作の主人公。ケッテンシュタットで暮らす高校生で、眼鏡を掛けた少女。マヤに呼ばれて訪れたヴィラに閉じ込められ、サクラヘッドに追い回される。戦う力を持たず、敵からは逃げるしかない。
幼少期にシングルマザーの実母から虐待された過去を持つ。その母も母（アニタの祖母）から虐待を受けており、当初はそれを反面教師として愛情をもって子供を育てようとしていたが、子供達の態度が原因で新たな恋人との仲が上手くいかず、精神を病んだ末に自身も虐待に手を染めてしまった。結果、長男（アニタの兄弟）は育児放棄の末に餓死させられ、逃げ出したアニタが隣人に助けを求めたことで全てが発覚。母は逮捕され、アニタは児童相談所に保護された。このような過去故に自己肯定感が極端に低く、根深い劣等感を抱えた卑屈な性格となっている。マヤへの嫉妬からSNSで承認欲求を満たそうとしていたが逆に中傷ばかり受けていた。
ヴィラを探索するうちに、マヤの死やその遠因が嫉妬に駆られた自分の行動であった事実を思い出す。最後は自身が友人に認められていたと気付き、アメリに全てを打ち明け、あの世でマヤに謝るべく身を投げようとするがアメリからのメッセージで思い止まる。その後はアメリと共に大学に進学した模様。
マヤ・アコ・ヒンデンブルク（Maya Aco Hindenburg）
演 - 阪口喜叶、声 - アン・ヤトコ
アニタのクラスメイトで日系ドイツ人の高校生。アニタをヴィラに呼び出すが、実は半年前に死亡している。にもかからず、アニタに何かを見つけるように訴える。
「少女の隠れた側面と葛藤」を描くアーティスト「CB（Cherry Blossom）」として活動し、SNS上で高い評価を得ていた。しかし現実の周囲の人間からは理解されず酷評され、学校では血筋に起因する偏見から酷い虐めを受けており、精神的に不安定になっていた。転校先の学校で新たな友人であるアニタとアメリ、そしてボーイフレンドに恵まれたことで生きる希望を見出したものの周囲からの嫌がらせは止まらずボーイフレンドも失う。実母との不和も重なって追い詰められ、アメリに助けを求める手紙を出したが彼女の才能やアメリとの仲に嫉妬したアニタによって手紙を隠され、それが最後の一押しとなって自殺してしまった。
曽祖母は東洋から来た千里眼を持つ「魔女」と呼ばれ、ケッテンシュタットを発展させた人物だった。しかし不可解な死を遂げてすぐにケッテンシュタットは衰退の一途を辿り、これを「魔女の呪い」と看做した人々はヒンデブルク家に謂れのない非難を浴びせていた。これらは長編を想定していた時期に作られた設定で、作中ではあまり触れられない。
アメリ（Amelie）
演 - デボラ・ウエハラ、声 - ブレンダ・アルテアガ・ウォルシュ
アニタの幼馴染で親友。彼女と同じく眼鏡を掛けている。マヤの自殺を止められなかったことを悔やみつつも、精神的に不安定なアニタを親身に支える。マヤには初めて会った時から容姿を褒められて注目されていたが、それがアニタの劣等感を強めていた。
市外の大学への進学が決まっていたが、家の経済状況によりそれが難しくなっている。また、大学進学を決めた理由の一つが兄から逃げたかったというもので、彼女自身も大きな悩みを抱えている。

## クリーチャー
サクラヘッド（Sakura Head）
本作唯一のクリーチャー。裏世界と化した集合住宅で、アニタを追いかける存在。名前の通り、頭から体にかけて桜の花に覆われている。マヤが生前着ていたジャケットに似た白い服を着ているが、手足や腰がワイヤーで巻き付けられている。桜はスカートを形成しており、若い女性のような脚が伸びる。その脚は竹馬状の枝に乗っている。手の先端は鋭い枝になっており、アニタを捕まえた際には一撃で刺し殺してしまう。痙攣しているような歪な動きだが、突然スピードを上げて距離を詰めてくることもある。
罪を抱えた主人公を執拗に追い回す、絶対に倒せない、顔を覆い隠しているといった点はシリーズお馴染みのクリーチャー「三角頭」と共通し、デザインも三角頭同様に伊藤暢達が手掛けている。